# Song Reader
Song Reader — альбом американского музыканта Бека, выпущенный в виде печатного сборника нот издательством McSweeney’s в декабре 2012 года. Альбом включает в себя партитуры 20 песен, которые никогда прежде не издавались. Иллюстрации к книге были нарисованы Марселем Дзама, Линн Шаптон и другими.
Работа над альбомом продолжалась восемь лет начиная с 2004 года и, по словам Бека, отняла больше времени и сил, чем запись обычного диска.

## Исполнения
На специально созданном сайте можно отправить ссылку на сервисы YouTube или SoundCloud, где размещено исполнение какой-либо песни из альбома, и впоследствии эта запись появляется на сайте.
В одном из выпусков программы Soundcheck на радиостанции WNYC Бек представлял этот альбом, а песни из него исполняли другие музыканты; среди них был и Стивин Мерритт (Stephin Merritt), лидер коллектива The Magnetic Fields, который сыграл «Old Shanghai».
В феврале — марте 2013 года Бек проводил выставку в Лос-Анджелесе, посетители которой могли сыграть и записать песни из Song Reader. 19 мая того же года он исполнил «Sorry» и «Heaven’s Ladder» на выступлении в Санта-Круз (Калифорния). Целиком альбом будет впервые представлен 4 июля 2013 года на концерте в лондонском Барбикан-холле; в мероприятии примут участие множество приглашённых звёзд, в том числе Джарвис Кокер, Franz Ferdinand, Бет Ортон, Шарлотта Генсбур, Джоан Уоссер, Конор Дж. О’Брайен из Villagers, The Staves, Guillemots, Майкл Киванука, Джеймс Йоркстон, The Pictish Trail.

## Список композиций
1. «Don’t Act Like Your Heart Isn’t Hard»
2. «I’m Down»
3. «Saint Dude»
4. «Do We? We Do»
5. «Eyes That Say ‘I Love You’»
6. «Now That Your Dollar Bills Have Sprouted Wings»
7. «Please Leave a Light on When You Go»
8. «Rough on Rats»
9. «Old Shanghai»
10. «Sorry»
11. «Why Did You Make Me Care?»
12. «Heaven’s Ladder»
13. «America, Here’s My Boy»
14. «Just Noise»
15. «We All Wear Cloaks»
16. «Mutilation Rag»
17. «The Wolf Is on the Hill»
18. «Title of This Song»
19. «The Last Polka»
20. «Last Night You Were a Dream»